# Imgur
Imgur (/ˈɪmədʒəɹ/, sprich image-er, stylisiert als imgur) ist ein kostenloser Filehosting-Dienst für Bilder sowie eine kommentargetriebene Gemeinschaft. Die Seite wird durch Einnahmen aus Werbung und Merchandise unterhalten.

## Geschichte
Gegründet wurde Imgur 2009 von Alan Schaaf in Athens, Ohio, USA. 2010 stellte Imgur eine Galerie mit von Nutzern hochgeladenen Bildern vor, welche die jeweils neuesten Beiträge zeigt. Außerdem wurde eine Kommentar- und Bewertungsfunktion installiert. Sein erstes Werkzeug zur Erstellung von Inhalten veröffentlichte Imgur 2013: den Imgur Meme Generator. Dort können einfache Makros erstellt und eine Galerie mit Meme-Vorlagen eingesehen werden.

Das bisher selbstfinanzierte Start-up absolvierte 2014 eine externe Finanzierungsrunde über 40 Millionen US-Dollar, in welcher Andreessen Horrowitz als Hauptinvestor und Reddit als Nebeninvestor auftraten.
2011 und 2013 gewann Imgur jeweils die Auszeichnung als Best Bootstrapping Startup bei den TechCrunch Crunchies Awards. Bei den Webby Awards 2015 gewann Imgur in den Kategorien Best Social Media und Best Community Website jeweils den Publikumspreis People’s Voice Award. Im selben Jahr kam Imgur monatlich auf mehr als 150 Millionen aktive Nutzer.
Im November 2017 wurde bekannt, dass drei Jahre zuvor Imgur gehackt wurde und rund 1,7 Millionen Passwörter und E-Mail-Adressen von Nutzern ausgelesen wurden.

## Sonstiges
Das Maskottchen der Site ist die Imguraffe, eine Verbindung der Komponenten Imgur und Giraffe. Ursprünglich war es nur ein Aprilscherz, wurde jedoch wegen der guten Akzeptanz behalten.